# فرانچسکو روستی
 فرانچسکو روستی (انگلیسی: Francesco Rossetti؛ زاده ۱۴ سپتامبر ۱۸۳۳ درگذشته ۲۰ آوریل ۱۸۸۵) یک فیزیک‌دان اهل ایتالیا بود.